# Ла-Пінтана

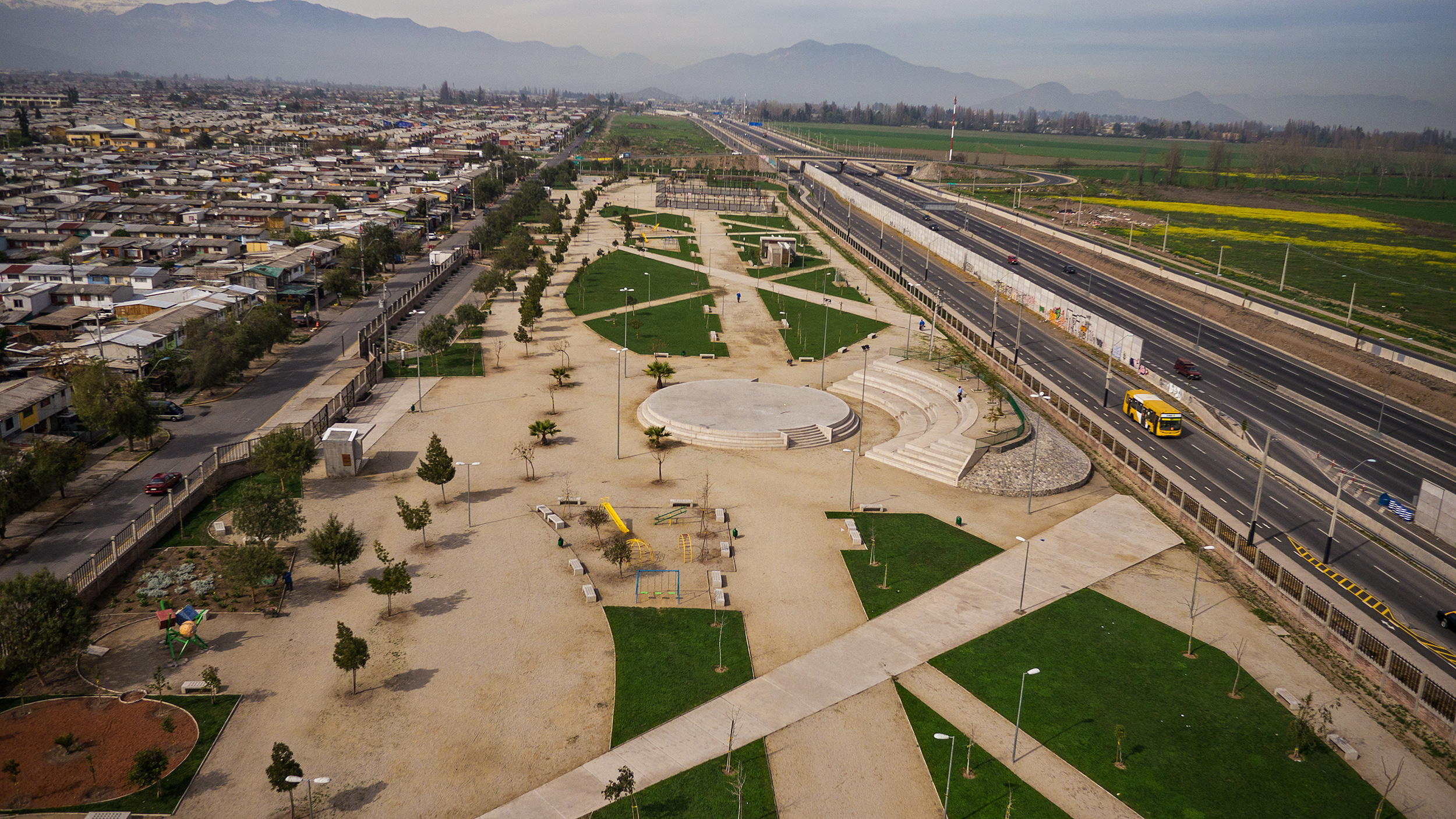
Парк Ла Платина

Ла-Пінтана (ісп. La Pintana) — комуна в Чилі. Одна з міських комун міста Сантьяго. Входить до складу провінції Сантьяго і Столичного регіону.
Територія — 30,6 км². Чисельність населення — 177 335 мешканців (2017). Щільність населення — 5795,3 чол./км².

## Розташування
Комуна розташована на півдні міста Сантьяго.
Комуна межує:
- на півночі — з комунами Сан-Рамон, Ла-Гранха
- на сході — з комунами Пуенте-Альто, Ла-Флорида
- на півдні — з комуною Сан-Бернардо
- на заході — з комуною Ель-Боске